# 蹋頓
蹋頓（？—207年），也作蹹顿，東漢末年在遼西郡一帶的烏桓酋長，最終死於白狼山之战。

## 生平
漢獻帝初平年間，丘力居單于去世，兒子樓班年幼，從子蹋頓有武勇智略，因此由他代立為單于。並總領辽西郡、右北平郡、辽东郡三郡的烏丸部落，各部眾皆聽從他的號令，深受部族的擁戴信服。
東漢建安初年，遣使向袁绍求和。建安四年（199年），在袁紹與公孫瓚相爭之際，蹋頓曾出兵協助袁紹，擊破公孫瓚。袁紹因此假傳朝廷詔命，賜予蹋頓及三王上谷大人難樓、辽东大人蘇僕延、右北平大人烏延等人單于稱號及印綬。後來樓班長大，難樓、蘇僕延率其部眾奉立樓班為單于，蹋頓於是退位為王，总长乌桓事宜。
袁紹死後，建安十年（205年），繼承人袁尚被曹操擊敗，轉而求助蹋頓，當時逃到烏桓的幽冀兩州官民有十萬多戶，袁尚企圖憑著這些人力奪回河北。以三郡乌桓兵攻犷平，为曹操所败，逃回。建安十二年（207年），曹操親自出征烏桓。八月，在柳城（今辽宁锦西西北）白狼山大破烏袁聯軍，曹纯部虎豹骑俘获蹋顿，蹋顿当阵为張遼斩杀。曹操大喜，把蹋顿头颅挂在马鞍上，兴奋地在马上鼓掌跳舞。曹操继续揮軍追擊，收降胡、漢人口二十多萬人，尽被迁至内地，烏桓后逐渐与汉族融合。

## 艺术形象

### 三國演義
在《三國演義》三十三回中有描寫到袁紹和與烏桓的友好關係，蹋頓於袁尚、袁熙兵敗北逃後仍然相助其抗曹。曹操騎著馬在白狼山的高處瞭望，見蹋頓軍的人數雖多，但陣形不整，於是對張遼說：「敵兵不整，便可擊之。」之後張遼帶領許褚、于禁、徐晃三人兵分四路下山，乘敵軍陣形變動之時，發動猛攻。蹋頓兵陣形大亂，張遼並將蹋頓斬於馬下。

### 影视
- 2013年电视剧《新洛神》：杨小乐饰演蹋顿

### 漫畫
- 《蒼天航路》（王欣太）

## 评价
- 陈寿《三国志》：“蹋顿又骁武，边长老皆比之冒顿，恃其阻远，敢受亡命，以雄百蛮。”
- 范晔《后汉书》：“石槐骁猛，尽有单于之地；蹋顿凶桀，公据辽西之土。其陵跨中国，结患生人者，靡世而宁焉。然制御上略，历世无闻；周、汉之策，仅得中下。将天之冥数，以至于是乎？”
- 叶适：“以汉髙灭秦、项之威，而匈奴项领，受围平城。光武百战百克，遂定海内，而卢芳连胡扰边，终其身不能屈。乌丸蹋顿之暴，不减前世。曹操亲伐，一战斩之，徙其部落，遂为名骑，所向有功，何其壮也。”

## 相關文獻
- 陳壽，《三國志》，卷30，〈烏丸鮮卑東夷傳〉
- 司馬光《資治通鑑》，卷65，建安十二年條
- 羅貫中，《三國演義》，笫三十三回